# بوومن ۲۹۹۶
سیارک ۲۹۹۶ (به انگلیسی: 2996 Bowman، نامگذاری:1954RJ) دو هزار و نهصد و نود و ششمین سیارک کشف شده‌است که در ۵ سپتامبر ۱۹۵۴ کشف شد.
قدر مطلق سیارک برابر ۱۱٫۸۰ است.